# Jezioro Gleneida
Jezioro Gleneida – jezioro w stanie Nowy Jork, w hrabstwie Putnam, jedno z trzech kontrolowanych jezior nowojorskiej sieci wodociągowej, służy tym samym jako zbiornik retencyjny.
Powierzchnia jeziora wynosi 168 akrów (0,68 km2), największa głębokość to 108 stóp (33 m); średnia to 48 stóp (15 m). Lustro wody położone jest 505 stóp (154 m) n.p.m.
W jeziorze bytują: palia jeziorowa, salmo trutta, pstrąg tęczowy, szczupak czarny, bass wielkogębowy, moron biały, Pomoxis nigromaculatus oraz Lepomis auritus.
Jezioro jest rezerwuarem wody dla West Branch Reservoir, jest z nim połączone poprzez mały strumień.